# Eelke van Houten
Eelke van Houten (Assen, 23 september 1872 - Amsterdam, 3 januari 1970) was een Nederlands bouwkundig ingenieur, inspecteur en pionier in de Amsterdamse monumentenzorg, die vooral bekend is om zijn inzet voor de herbestemming van gevelstenen en geveltoppen van gesloopte Amsterdamse grachtenhuizen.

## Leven en werk
Van Houten werd geboren als zoon van architect Johannes van Houten en Jantje Meijering. 
Van Houten was werkzaam bij de Gemeentelijke Bouw- en Woningdienst in Amsterdam, waar hij opklom tot hoofdinspecteur. In de vroege twintigste eeuw, als gevolg van de Woningwet van 1901, werden veel oude panden in de binnenstad afgebroken. Van Houten, beïnvloed door architect Jan de Meyer, was een groot voorstander van het hergebruik van waardevolle bouwelementen, met name de natuurstenen geveltoppen en -versieringen.
Vanaf de jaren 1920 zette hij zich in voor de opslag en herplaatsing van deze historische geveltoppen. Hij speelde een cruciale rol bij het behoud van honderden geveltoppen die op eenvoudige, nieuwe gevels werden geplaatst. Deze herplaatsingen vonden voornamelijk plaats in de jaren 1920 en 1930. De panden zijn nu bekend als de Van Houtenmonumenten. Het werk van Van Houten werd na de Tweede Wereldoorlog voortgezet door de stichting Stadsherstel.

## Betekenis
De inzet van Eelke van Houten heeft bijgedragen aan het behoud van het historische karakter van de Amsterdamse binnenstad. Door zijn werk bleven vele unieke gevelornamenten bewaard en zichtbaar voor het publiek, en kregen ze een tweede leven op nieuwbouw.